# Scottish Division One 1911/1912
Dvacátý druhý ročník Scottish Division One (1. skotské fotbalové ligy) se konal od 15. srpna 1911 do 27. dubna 1912.
Soutěže se zúčastnilo opět 18 klubů a vyhrál ji posedmé ve své historii a obhájce minulého ročníku Rangers FC. Nejlepším střelcem se stal opět hráč Rangers FC Willie Reid, který vstřelil 33 branek.